# George Pakos
George Pakos (Victoria, 14 agosto 1952) è un ex calciatore canadese, di ruolo centrocampista.

## Carriera

### Nazionale
Ha partecipato, con la rappresentativa canadese alla fase finale del campionato del mondo 1986.